# لي روبنز
لي روبنز (11 فبراير 1922 بغريلي في الولايات المتحدة - 8 أبريل 1968 ببيلينغز في الولايات المتحدة) (بالإنجليزية: Lee Robbins)‏ هو لاعب كرة سلة أمريكي في مركز هجوم صغير الجسم. لعب مع بروفيدنس ستيمرولرز.

## وصلات خارجية
- لي روبنز على موقع إن بي أي (الإنجليزية)
- لي روبنز على موقع سبورتس رفرنس (الإنجليزية)
- لي روبنز على موقع كلية كرة السلة في سبورتس رفرنس.كوم (الإنجليزية)
- لي روبنز على موقع ريلجم (الإنجليزية)
- لي روبنز على موقع بروبوليرز (الإنجليزية)